# Cantone di Chenôve
Il Cantone di Chenôve è una divisione amministrativa dell'arrondissement di Digione.
A seguito della riforma approvata con decreto del 18 febbraio 2014, che ha avuto attuazione dopo le elezioni dipartimentali del 2015, è passato da 6 a 2 comuni.

## Composizione
I 6 comuni facenti parte prima della riforma del 2014 erano:
- Chenôve
- Longvic
- Marsannay-la-Côte
- Neuilly-lès-Dijon
- Ouges
- Perrigny-lès-Dijon

Dal 2015 i comuni appartenenti al cantone sono i seguenti 2:
- Chenôve
- Marsannay-la-Côte